# Instytut Badań Systemowych Polskiej Akademii Nauk
Instytut Badań Systemowych Polskiej Akademii Nauk (IBS PAN) – instytut naukowy Polskiej Akademii Nauk z siedzibą w Warszawie zajmujący się badaniami z pogranicza matematyki, informatyki, ekonometrii, organizacji i zarządzania.

## Tematyka badań
- Analiza systemowa
- Badania operacyjne
- Matematyka finansowa
- Operatory agregacji
- Optymalizacja
- Statystyczne sterowanie jakością
- Systemy wspomagania decyzji
- Sztuczna inteligencja
- Teoria sterowania
- Teoria systemów
- Teoria zbiorów rozmytych
- Wnioskowanie w warunkach niepewności

## Historia
Instytut rozpoczął działalność w 1976 r., jako kontynuator:
- Zakładu Automatyki PAN (działał w latach 1954–1962),
- Instytutu Automatyki PAN (działał w latach 1962–1971),
- Instytutu Cybernetyki Stosowanej PAN (działał w latach 1971–1973),
- Instytutu Organizacji i Kierowania PAN i MNSzWiT (działał w latach 1973–1976).

Obecnym dyrektorem IBS PAN jest prof. dr hab. Sławomir Zadrożny.

## Struktura organizacyjna
W skład IBS PAN wchodzą:
- Centrum Statystycznych Metod Analizy Danych
- Centrum Zastosowań Informatyki w Inżynierii Środowiska
- Zakład Modelowania i Optymalizacji Układów Dynamicznych
- Zakład Metod Stochastycznych
- Zakład Systemów Inteligentnych
- Zakład Modelowania Komputerowego
- Zakład Wspomagania Decyzji w Warunkach Ryzyka
- Ośrodek Komputerowy

## Kadra
W 2016 roku w Instytucie Badań Systemowych PAN zatrudnionych było 117 pracowników, w tym: 20 profesorów zwyczajnych, 13 profesorów nadzwyczajnych, 17 adiunktów i 9 asystentów.

## Uprawnienia do nadawania stopni naukowych
Instytut Badań Systemowych PAN posiada uprawnienia do nadawania stopni doktora nauk technicznych i doktora habilitowanego nauk technicznych w dyscyplinach:
- automatyka i robotyka,
- informatyka.

W wyniku postępowania o nadanie tytułu naukowego profesora nauk technicznych przed Radą Naukową IBS PAN tytuły uzyskały 34 osoby, stopnie doktora habilitowanego nauk technicznych – 60 osób, zaś 187 osobom Rada Naukowa IBS PAN nadała stopnie doktora nauk technicznych.

## Najważniejsze osiągnięcia
W dziedzinie badań podstawowych i zastosowań praktycznych do najważniejszych osiągnięć IBS PAN zalicza się:
| Twórca wiodący                            | Tematyka                                                |
| ----------------------------------------- | ------------------------------------------------------- |
| prof. dr hab. inż. Krzysztof Kiwiel       | Metody optymalizacji nieróżniczkowalnej                 |
| prof. dr hab. inż. Jan Sokołowski         | Sterowanie optymalne układów o parametrach rozłożonych  |
| prof. dr hab. inż. Kazimierz Malanowski   | Sterowanie optymalne                                    |
| prof. dr hab. inż. Janusz Kacprzyk        | Logika rozmyta i jej zastosowania                       |
| prof. dr inż. Roman Kulikowski            | Inżynieria finansowa i analiza ryzyka                   |
| prof. dr hab. inż. Olgierd Hryniewicz     | Decyzje statystyczne przy niepewnej informacji          |
| prof. dr hab. inż. Zdzisław Bubnicki      | Sterowanie kompleksami operacji w automatyce i robotyce |
| prof. dr hab. inż. Jerzy Józefczyk        | Sterowanie kompleksami operacji w automatyce i robotyce |
| prof. dr hab. inż. Irena Pawłow-Niezgódka | Modelowanie przemian fazowych                           |
| dr hab. inż. Marek Libura                 | Optymalizacja dyskretna                                 |

| Kierownik projektu                    | Tematyka                                                                               |
| ------------------------------------- | -------------------------------------------------------------------------------------- |
| dr hab. inż. Piotr Holnicki-Szulc     | Modelowanie rozchodzenia się zanieczyszczeń atmosferycznych                            |
| prof. dr hab. inż. Jakub Gutenbaum    | Modele makroekonomiczne Polski                                                         |
| dr inż. Edward Michalewski            | Kompleksowe wspomaganie diagnostyki organizacji                                        |
| prof. dr hab. inż. Olgierd Hryniewicz | Sterowanie jakością                                                                    |
| dr hab. inż. Jan Studziński           | Sterowanie siecią wodociągową i oczyszczalni ścieków                                   |
| mgr inż. Dariusz Wagner               | Wspomaganie negocjacji                                                                 |
| prof. dr hab. inż. Janusz Kacprzyk    | Wyszukiwanie informacji z baz danych na podstawie zapytań w języku naturalnym (FQUERY) |
| prof. dr hab. inż. Piotr Kulczycki    | Zastosowanie estymatorów jądrowych w analizie systemowej                               |